# Melanoseps ater
Espèce
Synonymes
- Herpetosaura atra Günther, 1873
- Melanoseps ater matengoensis Loveridge, 1942

Statut de conservation UICN

 LC  : Préoccupation mineure
Melanoseps ater est une espèce de sauriens de la famille des Scincidae.

## Répartition
Cette espèce se rencontre au Mozambique, en Zambie, en Tanzanie, au Malawi, au Kenya, au Rwanda, au Burundi, en Ouganda et dans le sud de la République démocratique du Congo.

## Étymologie
Son nom d'espèce, du latin ater, « sombre, noir », lui a été donné en référence à sa couleur.

## Publication originale
- Günther, 1873 : Notes on and descriptions of some lizards with rudimentary limbs, in the British Museum. Annals and magazine of natural history, sér. 4, vol. 12, p. 145-148 (texte intégral).